# Isachne borii
Isachne borii är en gräsart som beskrevs av Koppula Hemadri. Isachne borii ingår i släktet Isachne och familjen gräs. Inga underarter finns listade i Catalogue of Life.